# Luis Eleizalde
Luis Eleizalde Brenosa ou Koldo Eleizalde, né le 9 juin 1878 à Bergara et mort le 24 juillet 1923 à Bilbao, est un écrivain, politicien, éducateur et académicien basque espagnol de langue basque et espagnole.

## Biographie
Luis Eleizalde obtient en 1899 un baccalauréat en sciences à Madrid. Il est organisateur et premier directeur des écoles de quartier qu'il fonde lui-même. Puis, il obtient une chaire de mathématiques à l'Institut de Vitoria-Gasteiz jusqu'à ce que le conseil provincial de Biscaye le nomme inspecteur dans l'enseignement primaire. 
En 1907, Luis Eleizalde commence sa collaboration dans la Revue Internationale des Études Basques, mais s'arrête très vite en 1908, en raison de désaccords avec Julio Urquijo. Étudiant, le nationaliste basque et carliste s'inspirera de son professeur Sabino Arana Goiri. Ayant collaboré à Patria, il dirige le magazine Euzkadi à Bilbao en 1912. En 1918, il est nommé membre de l'Académie de la langue basque naissante et présenté comme candidat par le PNB en Alava en 1919. 
Il est l'auteur de plusieurs livres et articles en langue basque, tels que : La lucha por el idioma propio (1919), Morfología de la conjugación vasca sintética (1913), Listas alfabéticas de voces toponomásticas vascas (Revue Internationale des Études Basques, à partir de 1922) et Notas acerca del léxico y de las flexiones simples del P. Mendiburu en su obra "Otoitz-gayak" (1907). Luis Eleizalde publie également un roman, Landibar (1918), Razas, lengua y nación vasca (1914), El problema de la enseñanza en el País Vasco (1919, 1er Congrès des études basques), et quelques traductions en euskara telles que Gurutza deunaren bidea (Kempis), Halidon Murua (Halidon Hill) et ainsi que des poèmes originaux en basque.
Sous la direction de Luis Eleizalde, la Société d'études basques se consacre dès ses débuts à d'importantes recherches sur la toponymie et anthroponymie. Mais son décès en 1923, provoque l'abandon des travaux de toponymie; toutefois, le groupe chargé de l'anthroponymie peut continuer, et ce, grâce à Odón Apraiz.
Luis Eleizalde décède le 24 juillet 1923 à l'âge de 45 ans.

## Académie de la langue basque
Durant le printemps et l'été 1919, les Conseils Provinciaux communiquent à la Société d'études basques leur approbation du Projet de Règlement. Une réunion est alors convoquée pour la constitution de l'Académie de la langue basque, le 21 septembre 1919, au Palais du Conseil provincial du Guipuscoa, siège d'Eusko Ikaskuntza, à laquelle sont présents Resurreccion Maria Azkue, Arturo Campión, Luis Eleizalde et Julio Urquijo, comme académiciens de plein droit désignés par le Congrès d'études basques, ainsi que huit compromissionnaires dont Jean-Blaise Adema, en tant que représentants des revues et sociétés appuyant la naissance de l'Académie : Txomin Agirre, Pierre Broussain, Ramon Intzagarai, Jose Agerre, Juan Bautista Eguzkitza, Raimundo Olabide et Pierre Lhande.